# Radykalno-Demokratyczna Partia Szwajcarii
Radykalno-Demokratyczna Partia Szwajcarii (fr. Parti radical-démocratique (PRD), wł. Partito Liberale-Radicale Svizzero (PLR)) – szwajcarska centroprawicowa, liberalna partia polityczna. Jej nazwa odnosi się do dawnego konfliktu pomiędzy katolickimi i konserwatywnymi a protestanckimi i liberalnymi kantonami, co doprowadziło do powstania Federacji w 1848 r. Burżuazyjne protestanckie kantony pokonały katolickie i w efekcie od 1848 do 1891 r. Rada Narodu składała się w całości z członków FDP.
Jako klasyczna liberalna partia, FDP opowiada się przeciwko interwencji państwa w sprawy socjalne i ekonomiczne. Wierzy w koncepcję wolnego rynku, handlu, deregulacji ekonomicznej itd., jednocześnie pozostając liberalną w kwestiach światopoglądowych – postuluje legalizację „miękkich” narkotyków oraz małżeństw homoseksualnych. Pragnie także obniżenia podatków oraz wydatków rządowych. Jednakże, podobnie jak w reszcie partii szwajcarskich, nie ma w FDP mocnych tradycji centralistycznych, czy też ideologicznej jedności. FDP jest często postrzegana jako silnie związana ze szwajcarskim biznesem, w szczególnością ze środowiskiem bankowym i firmami farmaceutycznymi.
Liderem partii jest Petra Gössi. W rządzie posiada 2 członków: Ignazio Cassisa i Karin Keller-Sutter.

## Przewodniczący
- 1978–1984 Yann Richter, Neuchâtel
- 1984–1989 Bruno Hunziker, Argowia
- 1989–2001 Franz Steinegger, Uri
- 2001–2002 Gerold Bührer, Szafuza
- 2002–2004 Christiane Langenberger, Vaud
- 2004      Rolf Schweiger, Zug
- 2005–2012 Fulvio Pelli, Ticino
- 2012–2016 Philipp Müller, Argowia
- od 2016   Petra Gössi, Schwyz